# Aeoloplides turnbulli
Aeoloplides turnbulli är en insektsart som först beskrevs av Thomas, C. 1872.  Aeoloplides turnbulli ingår i släktet Aeoloplides och familjen gräshoppor.

## Underarter
Arten delas in i följande underarter:
- A. t. bruneri
- A. t. turnbulli